# Cimetière parisien de Bagneux
| Cimetière parisien de Bagneux | Cimetière parisien de Bagneux                              |
| ----------------------------- | ---------------------------------------------------------- |
| Lage                          | 45, Avenue Marx-Dormoy Bagneux, Département Hauts-de-Seine |
| Eigentümer                    | Stadt Paris                                                |
| Eröffnung                     | 15. November 1886                                          |
| Divisionen                    | 115                                                        |
| Gräber                        | über 83.000                                                |
| Fläche                        | 61,5 Hektar                                                |
| Friedhofsart                  | Bekenntnisfreier, öffentlicher Friedhof                    |

Der Cimetière parisien de Bagneux (deutsch Pariser Friedhof von Bagneux) ist einer der Friedhöfe der französischen Hauptstadt Paris. Er liegt extra muros südlich von Paris in Bagneux, Département Hauts-de-Seine. Der Haupteingang liegt an der Avenue Marx-Dormoy 45. Zwei weitere Eingänge, Porte de Fontenay und Porte de Bagneux, befinden sich an der Avenue Jean Jaures im Westen und der Rue de l’Égalité am südlichen Ende des Geländes.

## Geschichte
Während der Zeit der Pariser Kommune im Mai 1871 herrschten schwere Kämpfe auf dem Gebiet des späteren Friedhofs. Der Cimetière parisien de Bagneux wurde am 15. November 1886 eröffnet. Auf dem Friedhof befinden sich heute über 83.000 Gräber, die in 115 Divisionen unterteilt sind. Das Areal verfügt über einen großen Bereich für jüdische Grabstellen. Mit 61,5 Hektar ist er der flächenmäßig nach Pantin (107 Hektar) und Thiais (103 Hektar) drittgrößte Friedhof von Paris. Auf dem Friedhofsgelände stehen 5912 Bäume von 49 unterschiedlichen Arten. Die einzelnen Divisionen sind mit hohen Hecken umrandet. So wirkt der Friedhof auf den ersten Blick wie eine Parkanlage. Der größte auf Pariser Stadtgebiet ist der im 20. Arrondissement gelegene Cimetière du Père-Lachaise mit rund 44 Hektar.
Zu den bekanntesten, hauptsächlich französischen, Persönlichkeiten auf diesem Friedhof zählen unter anderem Jules Rimet, FIFA-Präsident und Mitgründer der Fußball-Weltmeisterschaft, der Filmregisseur Claude Berri, die Sängerinnen Frida Boccara und Barbara und der zweifache Sieger der Tour de France Edmond Jacquelin.
Es gab weitere Persönlichkeiten, die mittlerweile auf andere Friedhöfe umgebettet wurden. Der irische Schriftsteller Oscar Wilde (1854–1900) wurde in Bagneux beigesetzt, bevor er 1909 auf den Cimetière du Père-Lachaise umgebettet wurde. Der Maler Henri Rousseau, der in Paris starb, wurde am 12. Oktober 1947 in seinen Geburtsort Laval in den Volksgarten Jardin de la Perrine verlegt. Die Malerin Jeanne Hébuterne wurde 1930 von Bagneux zu ihrem Ehemann Amedeo Modigliani auf den Friedhof Père-Lachaise verlegt.

## Galerie

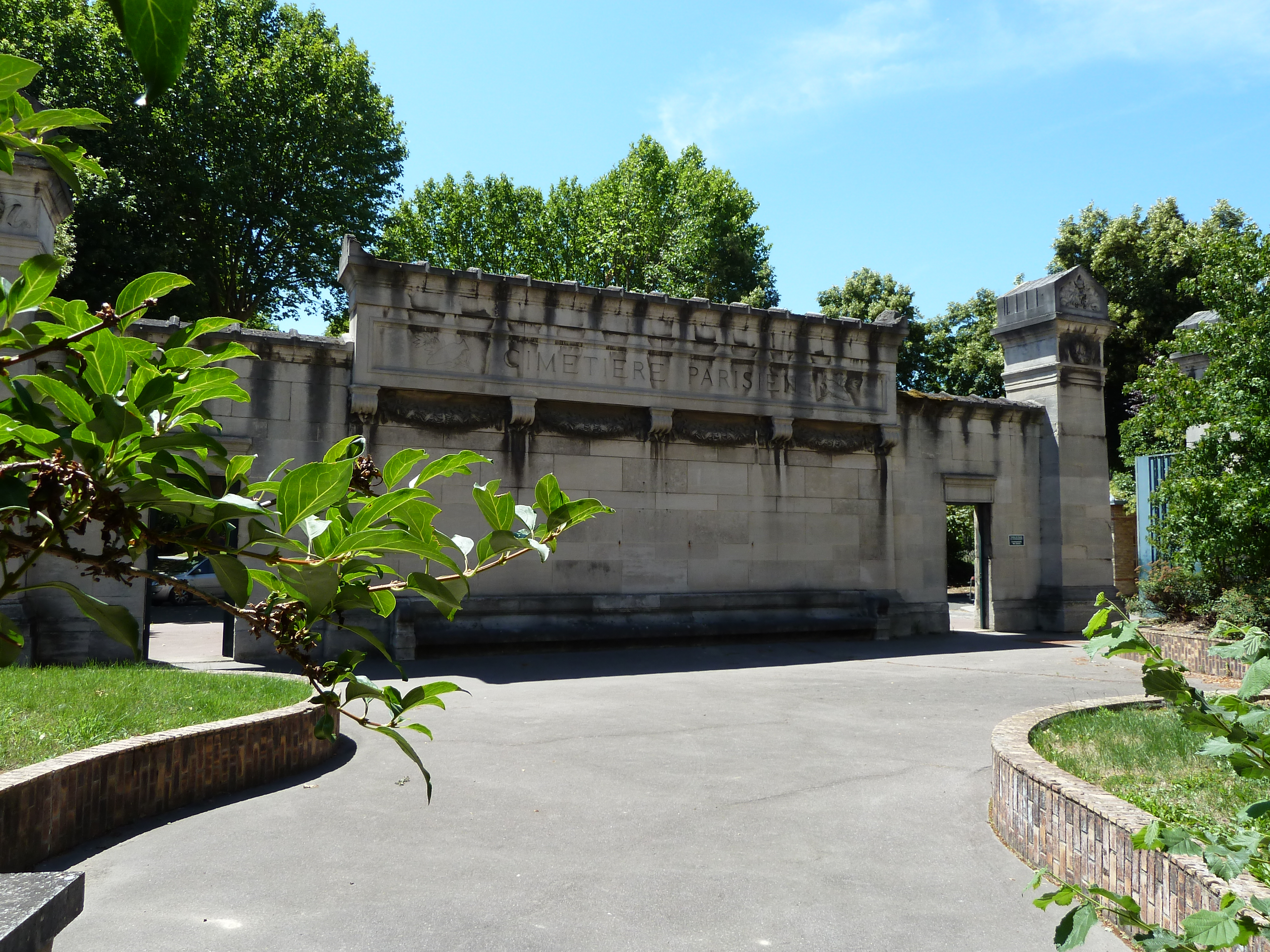
Haupteingang des Cimetière parisien de Bagneux an der 45, avenue Marx-Dormoy
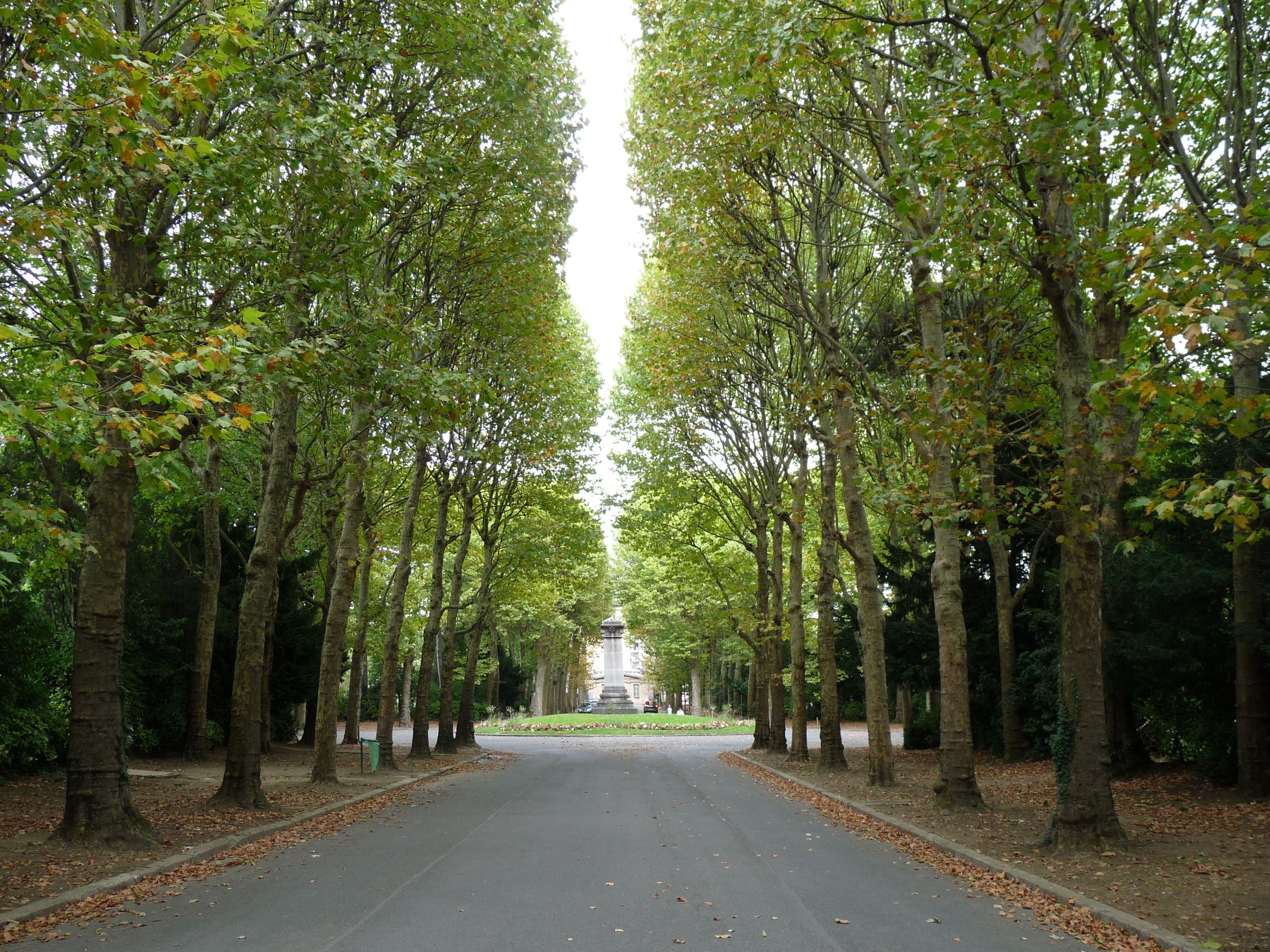
Hauptallee des Friedhofs
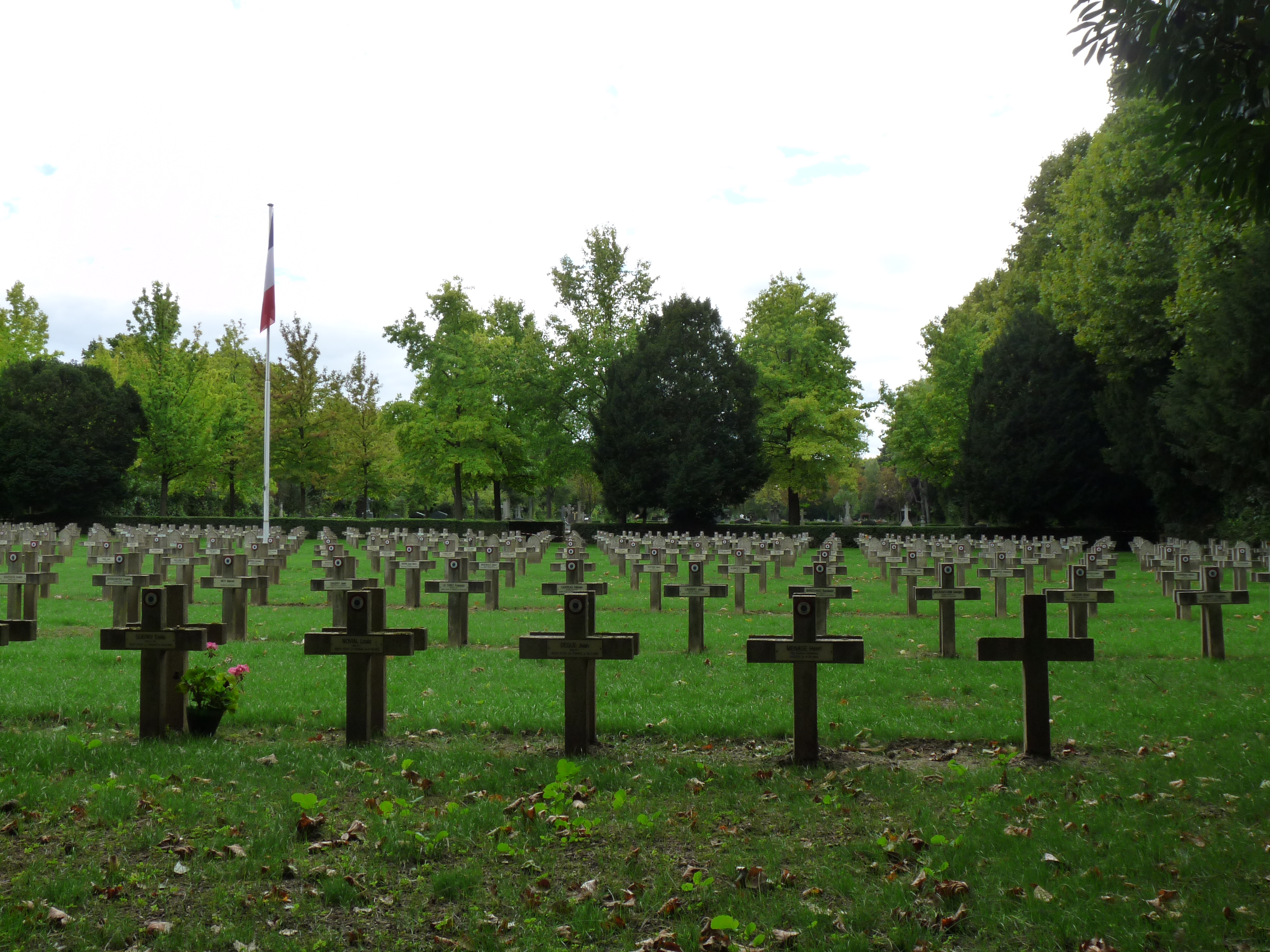
Gräber französischer Soldaten
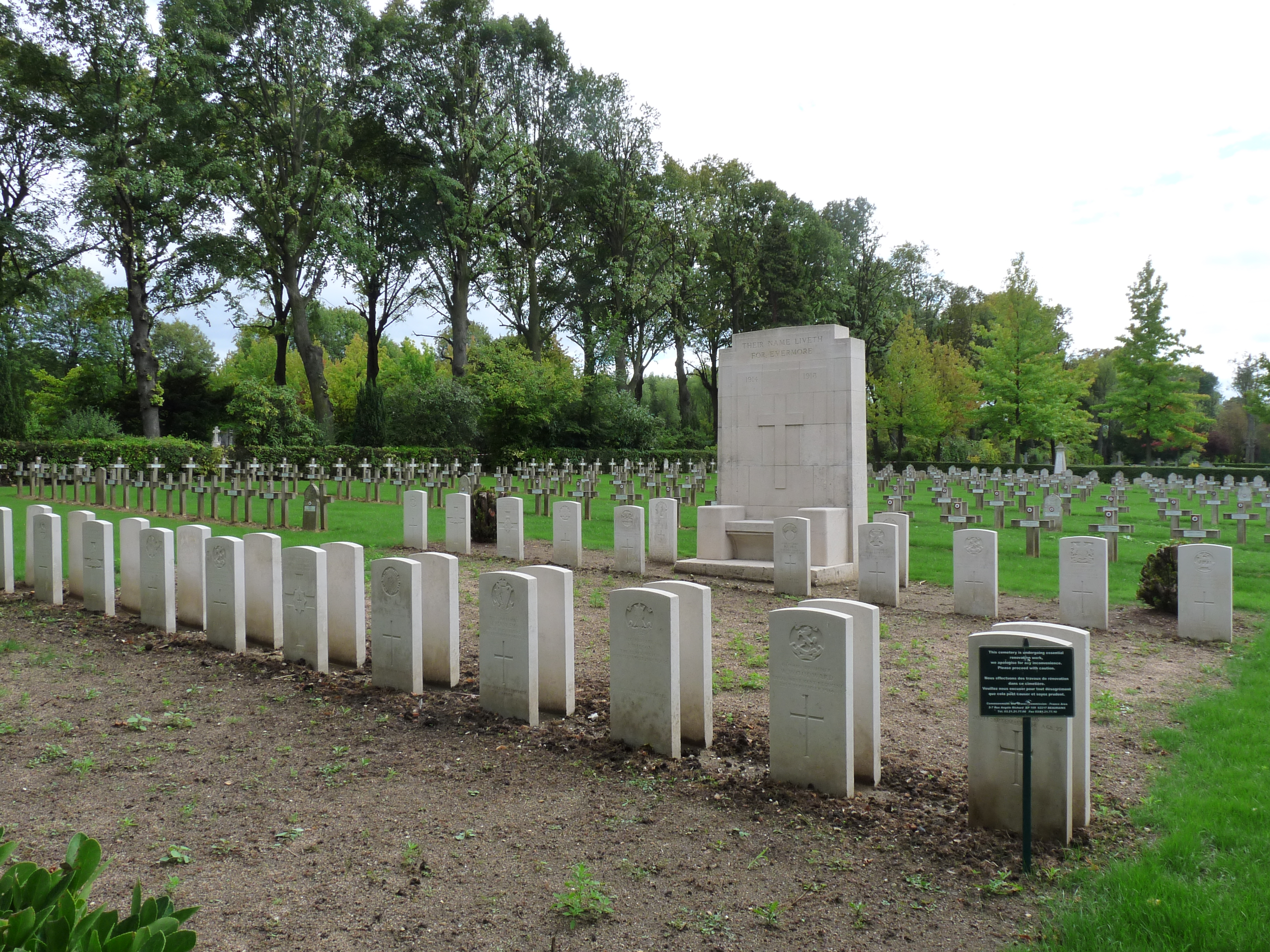
Gräber britischer Soldaten
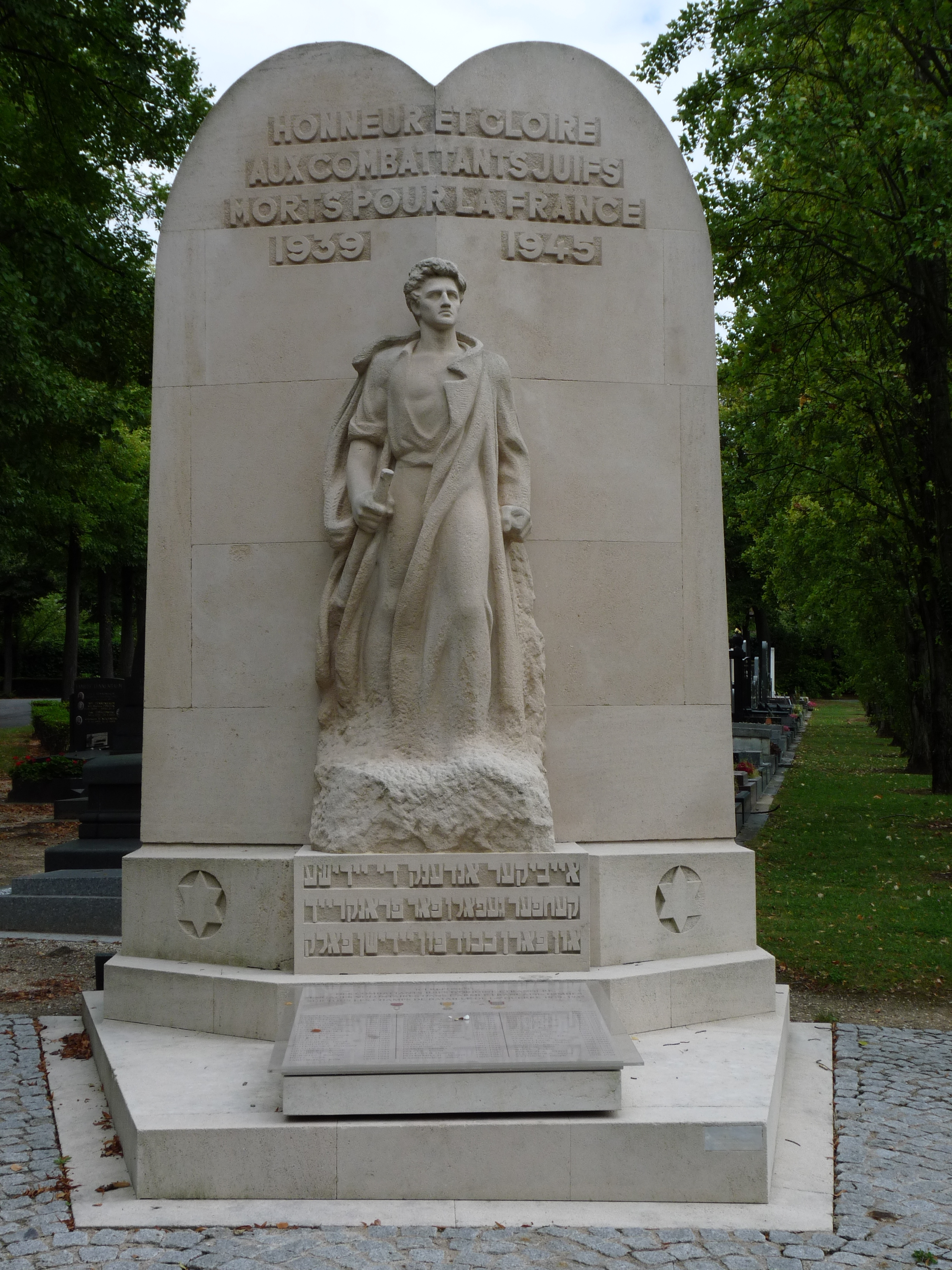
Denkmal für jüdische Widerstandskämpfer. Inschrift auf Französisch und Jiddisch
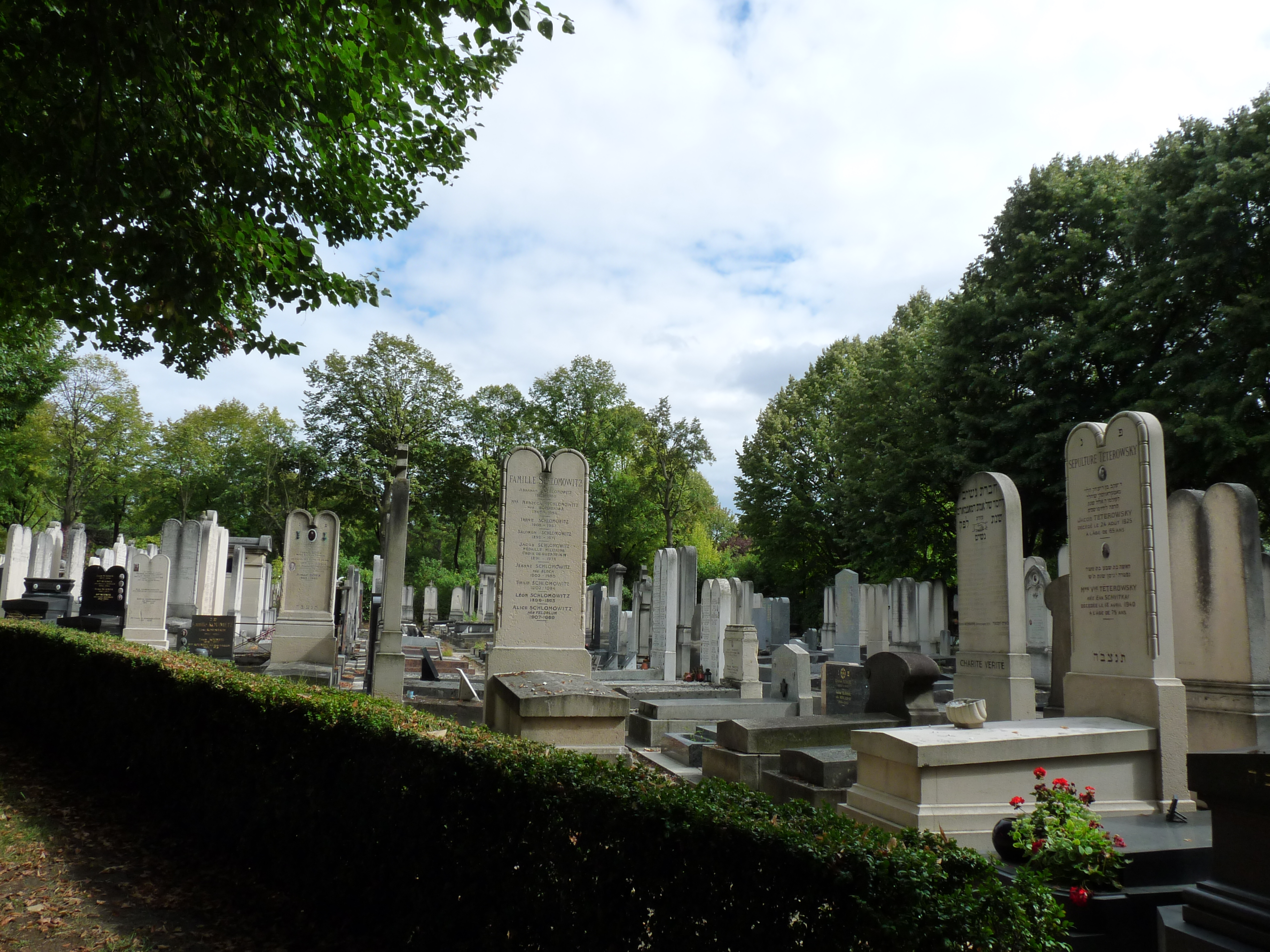
Gräber im jüdischen Teil des Friedhofs
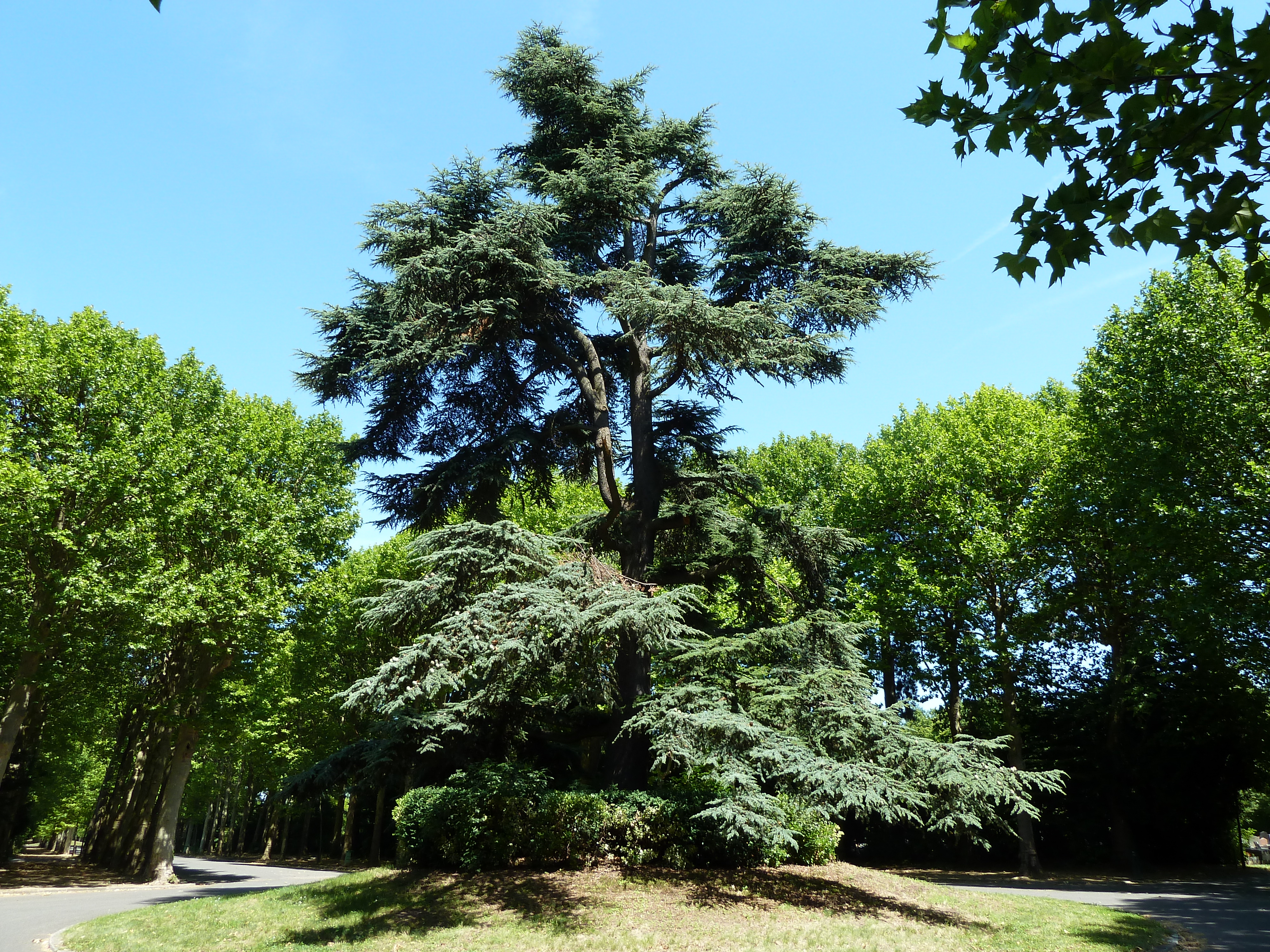
Eine Libanon-Zeder auf dem Friedhofsgelände

## Ruhestätten
A
| Name     | Lebenszeit  | Bedeutung            | Grabstelle    |
| -------- | ----------- | -------------------- | ------------- |
| Aguayo   | (1926–1977) | Maler                | (Division 17) |
| Annenkow | (1889–1974) | Maler, Bühnenbildner | —             |
| Astor    | (1911–1967) | Schauspielerin       | (Division 36) |
| Atget    | (1857–1927) | Fotograf             | (Division 4)  |

B
| Name               | Lebenszeit  | Bedeutung                                                          | Grabstelle     |
| ------------------ | ----------- | ------------------------------------------------------------------ | -------------- |
| Barbara            | (1930–1997) | Chanson-Sängerin und -Komponistin, Ritterin der Ehrenlegion        | (Division 4)   |
| Baruk              | (1897–1999) | Psychiater, Mitglied der Académie nationale de Médecine            | (Division 1)   |
| Bernholc           | (1941–2002) | Musiker, Komponist, Arrangeur, Musikproduzent                      | (Division 115) |
| Bernstein          | (1882–1962) | Schachgroßmeister                                                  | (Division 102) |
| Berri              | (1934–2009) | Filmregisseur, Filmproduzent, Schauspieler, Drehbuchautor          | (Division 23)  |
| Blachas            | (1946–2012) | Moderator, Fernsehproduzent                                        | —              |
| Bleustein-Blanchet | (1906–1996) | Werbeunternehmer                                                   | (Division 4)   |
| Blot               | (1912–1994) | Schauspielerin                                                     | —              |
| Boccara            | (1940–1996) | Sängerin, Eine von vier Siegerinnen des ESC 1969                   | (Division 63)  |
| Bonnot             | (1876–1912) | Anarchist, Anführer der Bonnot-Bande                               | (Division 42)  |
| Boucherit          | (1877–1962) | Violinist                                                          | (Division 78)  |
| Bourdin            | (1923–1976) | Flötist, Musikpädagoge                                             | (Division 97)  |
| Boyer              | (1903–1983) | Sängerin                                                           | (Division 21)  |
| Bridge             | (1945–1994) | Sänger, Komponist                                                  | (Division 53)  |
| Bruneau            | (1883–1969) | Romanist, Dialektologe                                             | (Division 28)  |
| Bulawko            | (1918–2011) | Schriftsteller, Historiker, Überlebender des KZ Auschwitz-Birkenau | —              |

C
| Name      | Lebenszeit  | Bedeutung                       | Grabstelle    |
| --------- | ----------- | ------------------------------- | ------------- |
| Calef     | (1949–2008) | Pianistin                       | (Division 67) |
| Calef     | (1910–1994) | Filmregisseur, Drehbuchautor    | —             |
| Carco     | (1886–1958) | Schriftsteller, Kunstkritiker   | (Division 44) |
| Carrière  | (1925–2006) | Schauspielerin und Sängerin     | (Division 23) |
| Chademony | (1926–2012) | Schriftsteller                  | (Division 64) |
| Chapel    | (1935–2010) | Journalist                      | (Division 67) |
| Chiparus  | (1886–1947) | Bildhauer, Keramiker (Art déco) | (Division 54) |
| Combes    | (1883–1964) | Botaniker                       | (Division 22) |
| Couzinet  | (1904–1956) | Ingenieur, Flugzeugbauer        | (Division 61) |

D
| Name         | Lebenszeit  | Bedeutung                                                  | Grabstelle               |
| ------------ | ----------- | ---------------------------------------------------------- | ------------------------ |
| Dalio        | (1900–1983) | Schauspieler                                               | (Division 106)           |
| Danjon       | (1890–1967) | Astronom                                                   | (Division 37)            |
| Darien       | (1862–1921) | Schriftsteller                                             | (Division 14)            |
| Darvi        | (1928–1971) | Schauspielerin                                             | (Division 55)            |
| de Schloezer | (1881–1969) | Schriftsteller, Musikwissenschaftler, Übersetzer           | (Division 98)            |
| Delluc       | (1890–1924) | Filmregisseur, Filmkritiker, Drehbuchautor, Schriftsteller | (Division 5)             |
| Dencausse    | (1871–1954) | Handleserin (Madame Fraya)                                 | (Division 28)            |
| Denner       | (1926–1995) | Schauspieler                                               | (Division 107)           |
| Deubel       | (1879–1913) | Lyriker                                                    | (Division 11)            |
| Disdéri      | (1819–1889) | Fotograf                                                   | (Division 42; Armengrab) |
| Dugowson     | (1938–1999) | Filmregisseur, Dokumentarfilmer, Drehbuchautor             | (Division 65)            |
| Dumont       | (1847–1919) | Chanson-Texter                                             | (Division 11)            |
| d’Ollone     | (1875–1959) | Dirigent, Komponist, Musikwissenschaftler                  | (Division 39)            |

E
| Name     | Lebenszeit  | Bedeutung                            | Grabstelle    |
| -------- | ----------- | ------------------------------------ | ------------- |
| Emer     | (1906–1984) | Chanson-Komponist, -Texter, -Pianist | (Division 68) |
| Eustache | (1938–1981) | Filmregisseur, Filmeditor            | (Division 94) |

F
| Name     | Lebenszeit  | Bedeutung                                        | Grabstelle     |
| -------- | ----------- | ------------------------------------------------ | -------------- |
| Feferman | (1921–1942) | Widerstandskämpfer (Résistance)                  | —              |
| Férat    | (1881–1958) | Maler                                            | (Division 50)  |
| Ferroud  | (1900–1936) | Komponist, Konzertveranstalter und Musikkritiker | (Division 30)  |
| Figner   | (1859–1952) | Opernsängerin (Mezzosopran, Sopran)              | (Division 29)  |
| Forget   | (1886–1960) | Maler, Kupferstecher                             | —              |
| Fotinsky | (1887–1971) | Maler                                            | (Division 103) |
| Francis  | (1886–1980) | Schauspielerin                                   | (Division 5)   |

G
| Name                | Lebenszeit  | Bedeutung                                                        | Grabstelle    |
| ------------------- | ----------- | ---------------------------------------------------------------- | ------------- |
| Gautier             | (1908–1986) | Schriftsteller, Theaterkritiker, Essayist                        | (Division 63) |
| Ghirshman           | (1895–1979) | Archäologe                                                       | (Division 16) |
| Girault             | (1924–1982) | Filmregisseur, Drehbuchautor                                     | (Division 77) |
| Gordin              | (1896–1947) | Philosoph                                                        | —             |
| Gorintin            | (1913–2010) | Schauspielerin                                                   | —             |
| Gribouille          | (1941–1968) | Chanteuse, Songschreiberin                                       | (Division 96) |
| Gros                | (1925–1985) | Journalistin, Schriftstellerin, Politikerin                      | (Division 23) |
| Guérin              | (1891–1972) | Priester, Gründer der französischen Jeunesse ouvrière chrétienne | (Division 28) |
| Guffroy             | (1926–2010) | Artdirector, Szenenbildner                                       | (Division 59) |
| Gutiérrez Blanchard | (1881–1932) | Malerin                                                          | (Division 88) |

H
| Name  | Lebenszeit  | Bedeutung                         | Grabstelle    |
| ----- | ----------- | --------------------------------- | ------------- |
| Hanau | (1886–1935) | Anlagebetrügerin                  | (Division 31) |
| Hanus | (1937–2010) | Psychiater, Psychoanalytiker      | (Division 75) |
| Henry | (1895–1945) | Widerstandskämpferin (Résistance) | (Division 10) |

I
| Name | Lebenszeit  | Bedeutung | Grabstelle   |
| ---- | ----------- | --------- | ------------ |
| Izis | (1911–1980) | Fotograf  | (Division 5) |

J
| Name      | Lebenszeit  | Bedeutung                                                                | Grabstelle    |
| --------- | ----------- | ------------------------------------------------------------------------ | ------------- |
| Jacquelin | (1875–1928) | Radrennfahrer (Sprint-Weltmeister 1900, Sieger Grand Prix de Paris 1900) | (Division 34) |
| Jarry     | (1873–1907) | Schriftsteller                                                           | (Division 23) |
| Joffé     | (1918–1995) | Filmregisseur, Drehbuchautor, Schauspieler                               | (Division 48) |

K
| Name       | Lebenszeit  | Bedeutung                               | Grabstelle    |
| ---------- | ----------- | --------------------------------------- | ------------- |
| Kaplan     | (1895–1994) | Oberrabbiner von Frankreich (1955–1980) | (Division 31) |
| Kergomard  | (1838–1925) | Gründerin der École maternelle          | (Division 57) |
| Klossowska | (1886–1969) | Malerin                                 | (Division 98) |

L
| Name     | Lebenszeit  | Bedeutung                                        | Grabstelle    |
| -------- | ----------- | ------------------------------------------------ | ------------- |
| Lafaille | (1900–1955) | Bauingenieur                                     | (Division 68) |
| Laforgue | (1860–1887) | Dichter                                          | (Division 8)  |
| Langfus  | (1920–1966) | Schriftstellerin                                 | (Division 66) |
| Lapicque | (1898–1988) | Maler (École de Paris)                           | (Division 13) |
| Lazăr    | (1894–1936) | Komponist, Pianist                               | (Division 30) |
| Le Bel   | (1847–1930) | Chemiker                                         | (Division 14) |
| Lec      | (1899–1964) | Chansonnier, Maler, Schriftsteller               | (Division 22) |
| Leducq   | (1904–1980) | Radrennfahrer (Tour-de-France-Sieger 1930, 1932) | (Division 27) |
| Luchaire | (1921–1950) | Schauspielerin                                   | (Division 48) |

M
| Name             | Lebenszeit  | Bedeutung                                                  | Grabstelle    |
| ---------------- | ----------- | ---------------------------------------------------------- | ------------- |
| Madon            | (1892–1924) | Fliegerass                                                 | (Division 30) |
| Maillan          | (1923–1992) | Schauspielerin                                             | (Division 68) |
| Maillard-Verger  | (1910–1968) | Komponist, Pianist                                         | (Division 92) |
| Malterre         | (1909–1975) | Gewerkschafter (CGC), Politiker                            | (Division 27) |
| Margolis-Edelman | (1922–2008) | Kinderärztin, Menschenrechtsaktivistin                     | —             |
| Mauss            | (1872–1950) | Soziologe, Ethnologe                                       | (Division 45) |
| Mayer            | (1909–1996) | Journalist, Politiker, Mitglied der Résistance             | —             |
| Meister          | (1876–1940) | Erster Mensch, der vollständig gegen Tollwut geimpft wurde | (Division 41) |
| Melki            | (1939–1994) | Schauspieler                                               | (Division 55) |
| Monod            | (1918–1985) | Schauspieler                                               | (Division 76) |
| Muter            | (1876–1967) | Malerin                                                    | (Division 94) |

N
| Name     | Lebenszeit  | Bedeutung                                   | Grabstelle    |
| -------- | ----------- | ------------------------------------------- | ------------- |
| Neiman   | (1893–1967) | Industrieller, Erfinder                     | (Division 66) |
| Nemours  | (1910–2005) | Malerin                                     | (Division 60) |
| Nylander | (1822–1899) | Zoologe, Botaniker, Lichenologe, Entomologe | (Division 6)  |

O
| Name      | Lebenszeit  | Bedeutung    | Grabstelle    |
| --------- | ----------- | ------------ | ------------- |
| Oettingen | (1887–1950) | Kunstmalerin | (Division 50) |

P
| Name       | Lebenszeit  | Bedeutung | Grabstelle    |
| ---------- | ----------- | --- | ------------- |
| Pankiewicz | (1866–1940) | Maler, Grafiker, Hochschullehrer                                                                             | (Division 44) |
| Paulhan    | (1884–1968) | Schriftsteller, Publizist, Mitglied der Académie française (1963–1968)                                       | (Division 73) |
| Piéplu     | (1923–2006) | Schauspieler                                                                                                 | (Division 84) |
| Poliakov   | (1910–1997) | Historiker (Schwerpunkte: Rassismus, Antisemitismus, Jüdische Geschichte, Holocaust), Ritter der Ehrenlegion | (Division 46) |
| Pierry     | (1887–1963) | Schauspielerin                                                                                               | —             |

R
| Name       | Lebenszeit  | Bedeutung | Grabstelle    |
| ---------- | ----------- | --- | ------------- |
| Rachet     | (1905–1968) | Gründer der Internationalen Liga gegen Rassismus und Antisemitismus (LICRA), Widerstandskämpfer (Résistance)                         | (Division 31) |
| Radau      | (1835–1911) | Astronom, Mitglied der Académie des sciences                                                                                         | (Division 2)  |
| Raynal     | (1867–1939) | Militäroffizier, Stadtkommandant von Mainz                                                                                           | (Division 11) |
| Richard    | (1931–2002) | Schauspieler | —             |
| Rictus     | (1867–1933) | Poet | (Division 25) |
| Rimet      | (1873–1956) | Mitbegründer der Fußball-Weltmeisterschaft, FIFA-Präsident (1921–1954), Präsident des französischen Fußballverbandes FFF (1919–1942) | (Division 25) |
| Rollan     | (1888–1967) | Schauspieler, Theaterregisseur, Mitglied der Comédie-Française                                                                       | (Division 25) |
| Rosny aîné | (1856–1940) | Schriftsteller (Science-Fiction) | (Division 33) |

S
| Name          | Lebenszeit  | Bedeutung                                                                     | Grabstelle     |
| ------------- | ----------- | ----------------------------------------------------------------------------- | -------------- |
| Salkind       | (1921–1997) | Filmproduzent (Die drei Musketiere, Superman)                                 | (Division 108) |
| Sarrabezolles | (1888–1971) | Bildhauer                                                                     | (Division 28)  |
| Schmitt       | (1870–1958) | Komponist                                                                     | (Division 54)  |
| Simon         | (1872–1958) | Schauspieler, Regisseur                                                       | —              |
| Sirkis        | (1959–1999) | Gitarrist, Komponist (Indochine)                                              | (Division 70)  |
| Sonneville    | (1911–1970) | Widerstandskämpfer, Compagnon de la Libération, Gründer des Réseau Marco Polo | (Division 105) |
| Stettler      | (1870–1945) | Malerin, Gründerin der Académie de la Grande Chaumière                        | —              |
| Strohl        | (1839–1901) | Brigadegeneral                                                                | —              |

T
| Name     | Lebenszeit  | Bedeutung    | Grabstelle   |
| -------- | ----------- | ------------ | ------------ |
| Temerson | (1898–1956) | Schauspieler | (Division 3) |

V
| Name       | Lebenszeit  | Bedeutung                                                         | Grabstelle    |
| ---------- | ----------- | ----------------------------------------------------------------- | ------------- |
| Vallette   | (1858–1935) | Schriftsteller, Gründer des neuen Mercure de France (1890)        | (Division 8)  |
| Vicas      | (1918–1985) | Schauspieler, Regisseur, Drehbuchautor, Produzent, Kameramann     | (Division 48) |
| Vigo       | (1905–1934) | Filmregisseur (Nouvelle Vague)                                    | (Division 29) |
| Virolleaud | (1879–1968) | Orientalist, Archäologe, Religionswissenschaftler, Schriftsteller | (Division 96) |
| Vollard    | (1866–1939) | Kunsthändler, Galerist, Verleger                                  | (Division 30) |

W
| Name           | Lebenszeit  | Bedeutung                     | Grabstelle    |
| -------------- | ----------- | ----------------------------- | ------------- |
| Wall           | (1899–1959) | Schauspieler                  | (Division 4)  |
| Wyschnegradsky | (1893–1979) | Komponist (Mikrotonale Musik) | (Division 33) |